# U-19-Fußball-Europameisterschaft 2021
Die Endrunde der 36. U19-Europameisterschaft sollte nach der Absage 2020 vom 30. Juni bis zum 13. Juli 2021 in Rumänien stattfinden. Angesichts der COVID-19-Pandemie wurde das Turnier am 23. Februar 2021 erneut abgesagt. Stattdessen soll Rumänien nun die Endrunde 2025 ausrichten.

## Vergabe
Das Exekutivkomitee des europäischen Verbandes der UEFA erteilte Rumänien im September 2019 zum zweiten Mal nach 2011 den Zuschlag zur Ausrichtung einer U19-Europameisterschaft.

## Qualifikation
Die Qualifikation zu dem Turnier sollte in zwei Stufen stattfinden. Auf die erste Qualifikationsrunde, die im Herbst 2020 stattgefunden hätte, hätte die zweite Runde (Eliterunde) gefolgt, die im Frühjahr 2021 ausgetragen werden sollte. Rumänien wäre als Gastgeber direkt qualifiziert worden.
Aufgrund der COVID-19-Pandemie in Europa kündigte die UEFA am 13. August 2020 an, dass nach Rücksprache mit den Mitgliedsverbänden die Qualifikationsrunde auf März 2021 verschoben sowie die Eliterunde abgeschafft und durch Play-offs ersetzt wird. Die Play-offs mit den 13 Gruppensiegern der ersten Qualifikationsrunde sowie Portugal (Rang 1 der UEFA-Koeffizient für U-19-Nationalmannschaften) sollten im Mai 2021 bestritten werden, um die acht Teams zu bestimmen, die sich für die Endrunde qualifizieren. Etwa ein Monat vor dem Start der Qualifikation wurde jedoch das ganze Turnier abgesagt.

## Austragungsorte
Als Austragungsstätten für die Endrunde wurden vier Stadien benannt. Während zwei geplante Spielorte sich in der rumänischen Hauptstadt Bukarest befinden, liegen jeweils in Ploiești und Voluntari ein weiterer Spielort.
| Bukarest |

| Ploiești |

| Voluntari |

| Bukarest |

| Ploiești |

| Voluntari |